# Allowoodsonia
Chi A lạc sơn (danh pháp khoa học: Allowoodsonia) là chi thực vật có hoa trong họ Apocynaceae.

## Danh sách các loài
- Allowoodsonia whitmorei Markgr. - A lạc sơn